# Neuville-lez-Beaulieu
Neuville-lez-Beaulieu és un municipi francès situat al departament de les Ardenes i a la regió del Gran Est. L'any 2007 tenia 318 habitants.

## Demografia

### Població
El 2007 la població de fet de Neuville-lez-Beaulieu era de 318 persones. Hi havia 130 famílies de les quals 36 eren unipersonals (24 homes vivint sols i 12 dones vivint soles), 39 parelles sense fills, 43 parelles amb fills i 12 famílies monoparentals amb fills.
La població ha evolucionat segons el següent gràfic:
Habitants censats

### Habitatges
El 2007 hi havia 162 habitatges, 130 eren l'habitatge principal de la família, 22 eren segones residències i 10 estaven desocupats. 151 eren cases i 9 eren apartaments. Dels 130 habitatges principals, 106 estaven ocupats pels seus propietaris, 23 estaven llogats i ocupats pels llogaters i 2 estaven cedits a títol gratuït; 1 tenia una cambra, 3 en tenien dues, 17 en tenien tres, 21 en tenien quatre i 89 en tenien cinc o més. 82 habitatges disposaven pel capbaix d'una plaça de pàrquing. A 70 habitatges hi havia un automòbil i a 45 n'hi havia dos o més.

### Piràmide de població
La piràmide de població per edats i sexe el 2009 era:
| Homes | Edats   | Dones |
| ----- | ------- | ----- |
| 0     | 95 o +  | 0     |
| 0     | 90 a 94 | 0     |
| 0     | 85 a 89 | 4     |
| 0     | 80 a 84 | 4     |
| 8     | 75 a 79 | 16    |
| 12    | 70 a 74 | 8     |
| 16    | 65 a 69 | 8     |
| 4     | 60 a 64 | 16    |
| 8     | 55 a 59 | 12    |
| 4     | 50 a 54 | 4     |
| 12    | 45 a 49 | 0     |
| 4     | 40 a 44 | 8     |
| 12    | 35 a 39 | 4     |
| 12    | 30 a 34 | 12    |
| 12    | 25 a 29 | 4     |
| 0     | 20 a 24 | 8     |
| 0     | 15 a 19 | 8     |
| 8     | 10 a 14 | 12    |
| 0     | 5 a 9   | 0     |
| 8     | 0 a 4   | 0     |

## Economia
El 2007 la població en edat de treballar era de 186 persones, 141 eren actives i 45 eren inactives. De les 141 persones actives 122 estaven ocupades (68 homes i 54 dones) i 20 estaven aturades (8 homes i 12 dones). De les 45 persones inactives 17 estaven jubilades, 12 estaven estudiant i 16 estaven classificades com a «altres inactius».

### Ingressos
El 2009 a Neuville-lez-Beaulieu hi havia 131 unitats fiscals que integraven 326 persones, la mediana anual d'ingressos fiscals per persona era de 14.645 €.

### Activitats econòmiques
Dels 6  establiments que hi havia el 2007, 1 era d'una empresa de construcció, 1 d'una empresa de comerç i reparació d'automòbils, 1 d'una empresa d'hostatgeria i restauració, 2 d'empreses de serveis i 1 d'una entitat de l'administració pública.
L'únic servei als particulars que hi havia el 2009 era un guixaire pintor.
L'any 2000 a Neuville-lez-Beaulieu hi havia 18 explotacions agrícoles que ocupaven un total de 968 hectàrees.

## Poblacions més properes
El següent diagrama mostra les poblacions més properes.